# Brecknell Willis

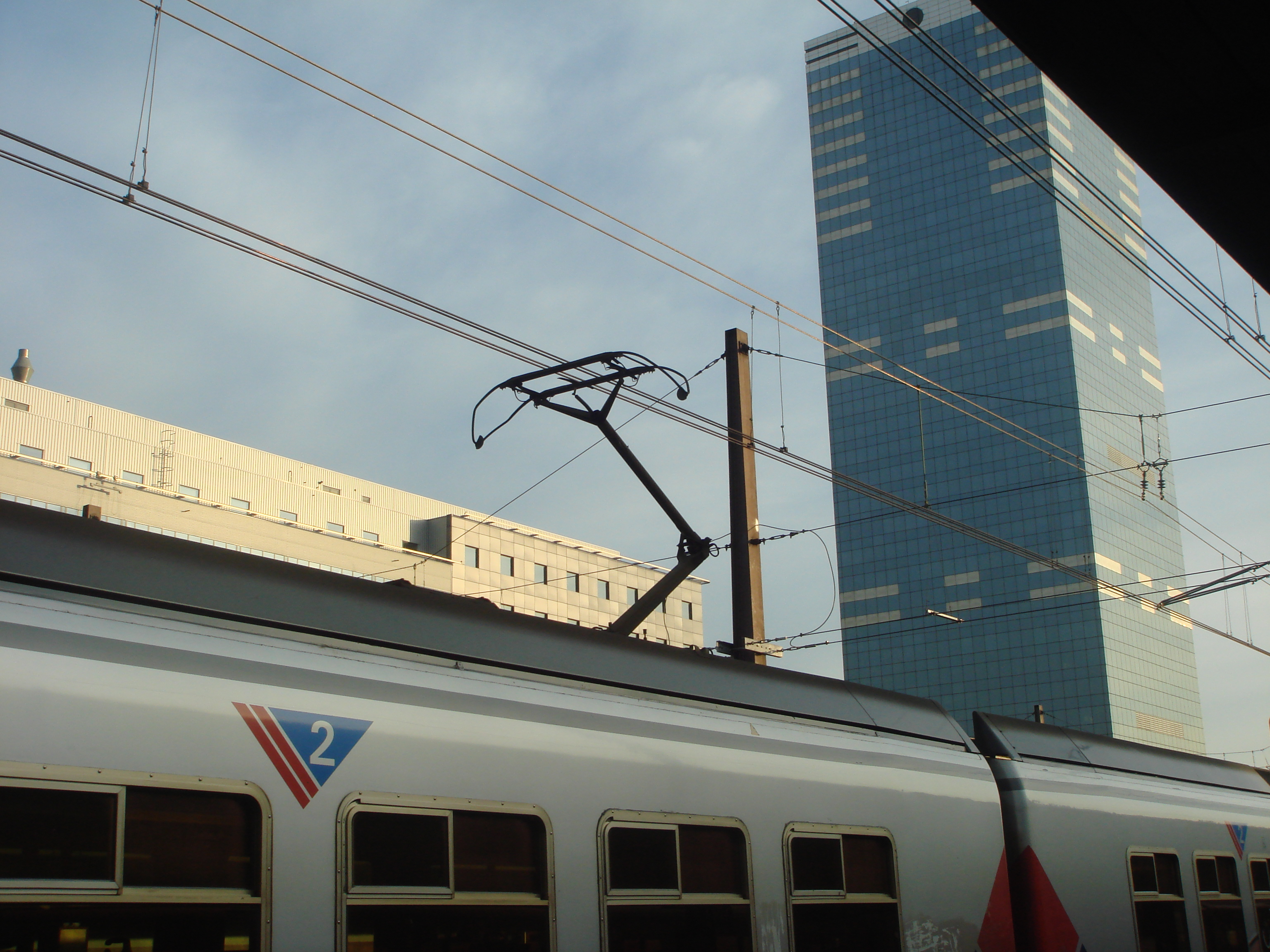
Un pantograf Brecknell Willis pe un tren belgian, aprilie 2008

Brecknell Willis este o companie Wabtec cu sediul în Chard, Somerset și o marcă de echipamente de electrificare pentru căi ferate, în principal pantografe și sisteme de contact (cu o linie aeriană).

## Istorie
Henry Brecknell and Sons și-a început activitatea în 1854. În 1894 a intrat în domeniul electrificării. Din 1938 are sediul în Chard, an în care era cunoscută sub numele de Brecknell, Willis & Co. Ltd.
În 2023, unitatea de producție a fost închisă de Wabtec. Producția a fost transferată către alte fabrici Wabtec, în timp ce biroul din Chard își va menține biroul de inginerie, management de proiect și vânzări.

## Produse
Pentru metroul din Londra, a furnizat echipamente feroviare ca sisteme de contact și pantografe. 

### Pantografe

#### Pantograf de înălțime mică

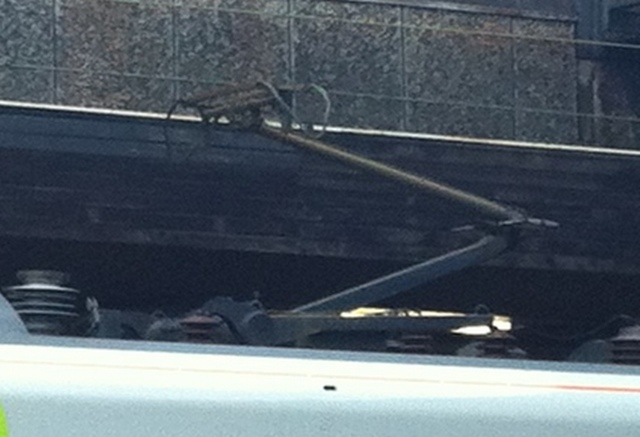
Pantograf de înălțime mică

Pantograful Brecknell Willis Low Height este unul dintre cele patru dispozitive standard utilizate pe locomotivele feroviare britanice și pe unitățile multiple și este o dezvoltare a pantografului standard Brecknell Willis High Speed. Pantograful de înălțime joasă este potrivit pentru viteze de până la 160 km/h.

#### Pantograf de rază mare
Deși a fost folosit pe câteva sisteme de tranzit rapid și pe un tramvai Blackpool, prima utilizare a pantografului de mare rază în Marea Britanie pe liniile principale a fost în 1974, când un număr mic a fost montat pe trenurile electrice clasa 309⁠(d) din depoul Ilford EMU⁠(d). Au continuat să fie folosite până în jurul anului 1980, când au fost toate îndepărtate.

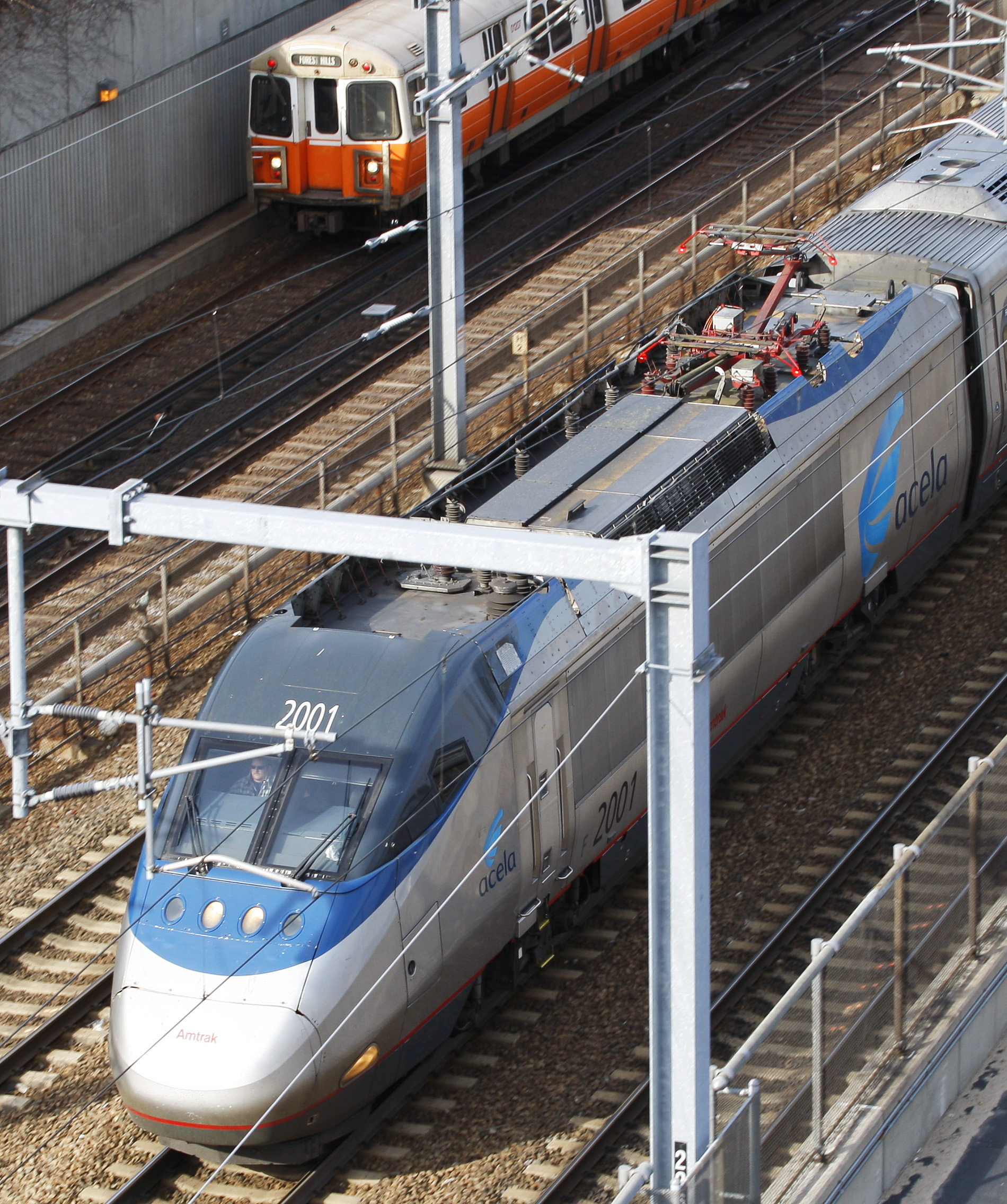
Pantograf de mare viteză folosit de trenul Amtrak

#### Pantograf de mare viteză
Pantograful de mare viteză a fost proiectat la sfârșitul anilor 1970 și începutul anilor 1980, ca parte a cercetării în curs de dezvoltare a unui pantograf capabil să depășească viteze de 160 km/h, limita pantografului Stone Faiveley AMBR⁠(d), care era tipul standard utilizat la acea vreme. Prima locomotivă care a fost echipată cu pantograf a fost clasa 86 nr. 86244, în februarie 1980. Pantograful este pilonul principal în sistemul feroviar din Regatul Unit, unde este utilizat pe majoritatea locomotivelor electrice aeriene și a UEM-urilor. De asemenea, a fost exportat în întreaga lume, fiind folosit pe trenul de mare viteză din SUA Acela⁠(d) și clasa 373 Eurostar.